# Nordlig tapetserargeting
Nordlig tapetserargeting (Discoelius dufourii) är en stekelart som beskrevs av Amédée Louis Michel Lepeletier 1841. Enligt Catalogue of Life ingår nordlig tapetserargeting i släktet tapetserargetingar och familjen Eumenidae, men enligt Dyntaxa är tillhörigheten istället släktet tapetserargetingar och familjen getingar. Enligt den finländska rödlistan är arten sårbar i Finland. Arten är reproducerande i Sverige. Artens livsmiljö är skogar. Utöver nominatformen finns också underarten D. d. atripes.